# Ar-Rahman-moskee (Pyongyang)
De Ar-Rahman-moskee is een sjiitische moskee in Pyongyang, de hoofdstad van Noord-Korea, op het terrein van de Iraanse ambassade, en wordt beschouwd als de eerste en enige moskee van het land. Ambassadepersoneel uit andere islamitische landen in Noord-Korea, waaronder soennieten uit Indonesië, zouden de moskee bezoeken en erin bidden. De moskee organiseert vrijdaggebeden die naar verluidt worden bijgewoond door personeel van de ambassade uit verschillende islamitische landen ongeacht de stroming.
Hoewel andere landen met een islamitische meerderheid, waaronder Egypte, Libië en Pakistan, ambassades in Noord-Korea hebben, is van geen van deze ambassades bekend dat ze moskeeën in hun gebouwen hebben. Dit gebrek aan moskeeën in Noord-Korea wordt toegeschreven aan het antireligieuze beleid van de communistische staat en het onderscheidt Noord-Korea als het enige land met een sjiitische moskee en geen soennitische moskeeën, afgezien van Armenië, dat de Blauwe Moskee in Jerevan heeft.